# 防犯連絡所
防犯連絡所（ぼうはんれんらくしょ）とは、警察署及び警察署管内にある防犯協会が、警察と地域の密接な防犯活動を密接にするために設置されたもの。地域安全連絡所と呼称している地区も存在する。

## 概要
警察及び地域の防犯協会より、地域住民のうち防犯連絡員を選任・委嘱し、防犯連絡員（防犯推進委員などとも）の住まう世帯を防犯連絡所として指定することで設置される。防犯連絡員は所轄の警察署及び防犯連絡員と密接に協力しつつ、地域の町内会などとともに自主的な防犯活動を行う。また、多くの都道府県ではその年度ごとに1回、警察署内において防犯連絡員による連絡会議が行われる。
事業所を対象とするもの、個人の世帯を対象とするものと二通りあり、特に事業所の場合、地域とのつながりがあり一定の信用のある企業に委嘱されている。特にマンションの管理事務所が防犯連絡所を委嘱されるケースが多いのも特徴である。
個人を対象としている場合、何か犯罪が発生した際、警察や地域との協力・連絡にあたる活動が期待できる程度に一定の信用のある世帯が選任されることから、古くからの住民が選任されることも多く、当地に古くから続く旧家や地域の自治会・町内会などで防犯の業務を担当する者が委嘱されている。

## 主な活動
- 市町村・警察署との関係機関との連絡
- パトロールなどの防犯活動
- 防犯テント村その他の各種地域安全キャンペーンなどの推進、協力
- 防犯教室や地域安全教室などの開催またはその手続き
- 犯罪多発地域及び危険箇所の点検

地域によっては、委嘱状を発給する警察署・防犯協会もあるが、多くの場合は、防犯連絡所の表札または防犯灯を貸与することで委嘱がなされる。防犯連絡員は任期を2年とし、特に問題がない場合、そのまま自動的に再任される。なお、防犯連絡員を退任する場合、これらの表札・防犯灯は警察署・防犯協会に返納される。
警察署と防犯連絡所との関わりは地域差もあり、事実上、名ばかりの存在になり、防犯活動がなされていない地域も多く存在する。しかし、防犯連絡員の選任は、防犯という活動の性格上、地域住民の中から適任とされる者を推薦するなどし、破壊活動など特定の犯罪との関わりがないことを確認した後委嘱され、地域内において一定の信用を保証されることでもあることから、防犯連絡所の委嘱を受けることが名誉或いはステータスとして捉えられることも多い。
防犯連絡員を委嘱された者は、自宅の外から見える位置に、防犯連絡所の表札及び防犯灯を設置し、地域住民にわかるように表示することとされている。